# Tharsicius Paffrath
Tharsicius Paffrath OFM (* 3. Januar 1879 in Neviges als Paul Paffrath; † 25. Dezember 1965 ebenda) war ein deutscher Franziskaner und Alttestamentler.

## Leben
Paul Paffrath besuchte die Schule in Neviges und legte im Sommer 1899 das Abitur am Franziskanerkolleg in Harreveld bei Winterswijk ab. Bei seinem Eintritt in die Sächsische Franziskanerprovinz (Saxonia) erhielt er den Ordensnamen Tharsicius. Er studierte zunächst in Bonn, dann von 1902 bis 1904 am 1890 gegründeten Generalstudium des Ordens in Rom, dem Collegium Sancti Antonii Patavini in Urbe (Antonianum), und anschließend an der Philosophischen Fakultät der Universität München. Dort promovierte er am 19. Juli 1911 mit einer Arbeit Über einige wichtige Gottheiten in den altbabylonischen historischen Inschriften.

### Wissenschaftliche Tätigkeit
Bereits 1906 war er Lektor an der Ordenshochschule in München-Gladbach und nach seiner Promotion dann beständig Dozent für Altes Testament bei der Ausbildung des Ordensnachwuchses an verschiedenen Hochschulen der Saxonia, von 1927 bis 1944 in Paderborn. Paffrath vertrat die Saxonia im Vorstand der „Deutschen Lektorenvereinigung des Franziskanerordens“, die im August 1921 im Kloster Kreuzberg (Rhön) von sechs Ordensprovinzen gegründet wurde. Auf einer der Tagungen dieser Vereinigung hielt er im August 1923 in Breslau-Carlowitz ein Referat zum Thema „Umfang und Verteilung des alttestamentlichen Lehrstoffes“.
Ab 1917 war Tharsicius Paffrath bis in die 1930er-Jahre Herausgeber einer Reihe „Alttestamentliche Predigten“, die im Verlag Ferdinand Schöningh in Paderborn erschien. Sein 1936 erschienenes Werk Das Gotteslicht im Alten Testament wurde von den Nationalsozialisten auf die Liste der verbannten Bücher gesetzt.

### Militär- und Kriegsgefangenenseelsorge
Im Ersten Weltkrieg engagierte sich Tharsicius Paffrath, wie andere Mitglieder der Saxonia, in der Militärseelsorge in Lagern und Arbeitskommandos. Im Herbst 1917 erteilte er zweimal Exerzitien für Feldgeistliche in Brest-Litowsk.
Nach dem Krieg war er in die kirchliche Sorge für die deutschen Kriegsgefangenen einbezogen. Anfang Januar 1920 besuchte Paffrath mit einer Kommission von Geistlichen aus den beiden großen christlichen Konfessionen deutsche Kriegsgefangenenlager in Frankreich, wobei es möglich war, Trost zu spenden sowie Beschwerden und Wünsche entgegenzunehmen und an die zuständige Stellen weiterzuleiten. 1921 reiste er im Auftrag des Auswärtigen Amtes ein weiteres Mal nach Frankreich, wo er mit Gefangenen die heilige Messe feierte, die Gefangenen über die Verhandlungen zwischen Frankreich und Deutschland informierte und mit den französischen Beamten über Erleichterungen für die Gefangenen verhandelte. Ebenfalls im Auftrag des Auswärtigen Amtes besuchte er 1924  Deutsche, die im Rahmen der Ruhrbesetzung in französische Haft geraten waren.
1942 war er Generalvisitator der Thüringischen Franziskanerprovinz und des Konventes Kloster Garnstock in Belgien.
Paffrath starb mit dem Titel eines Wirklichen Geistlichen Rates in seinem Heimatort im Ruhestand, nachdem er ab 1944 im Bistum Aachen als Referent für Klosterangelegenheiten tätig gewesen war.

## Veröffentlichungen
- Zur Götterlehre in den altbabylonischen Königsinschriften. Mit einem ausführlichen Register der auf die altbabylonische Götterlehre bezüglichen Stellen. (= Studien zur Geschichte und Kultur des Altertums Bd. 6, Heft 5 und 6) Schöningh, Paderborn 1913 (= Dissertation).
- Abraham. (= Alttestamentliche Predigten Heft 2/3) Schöningh, Paderborn 1918.
- Le bon soldat : recueil de prières et de cantiques. Kirchliche Kriegshilfe, Paderborn 1914 u.ö.
- Die Sekte der Ernsten Bibelforscher. Bonifacius-Druckerei, Paderborn 1925.
- Schlagworte gegen die Bibel. Butzon & Bercker, Kevelaer 1925.
- Gott, Herr und Vater. Gnadenführung der biblischen Offenbarung. (= Katholische Lebenswerte, Bd. 13) Bonifacius, Paderborn 1930.
- Die Klagelieder. Peter Hanstein, Bonn 1932.
- Das Gotteslicht im Alten Testament. Paderborn : Bonifacius-Druckerei, 1936.
- Die Bibel Gottes Wort – auch das Alte Testament! Bonifacius Druckerei, Paderborn 1937.